# Myrmarachne lesserti
Myrmarachne lesserti is een spinnensoort uit de familie van de springspinnen (Salticidae).
De wetenschappelijke naam van de soort werd in 1938 gepubliceerd door Reginald Frederick Lawrence.